# Генерал-губернатор Чжили
Наместником Чжили называли верховного сановника цинского Китая, резиденцией которого служил Тяньцзинь. Во времена империй Мин и Цин земли современной провинции Хэбэй из-за близости к Пекину имели особое положение, и не являлись провинцией с губернатором, а подчинялись напрямую императорскому Двору, нося название «Чжили» («Непосредственно управляемые [земли]»). На закате Цинской державы в течение четверти века пост наместника Чжили занимал одиозный Ли Хунчжан. 